# Leichtathletik-Weltmeisterschaften 2011/Teilnehmer (Bahamas)
| Gelbes Symbol für Goldmedaillen mit stilisierten Olympischen Ringen | Graues Symbol für Silbermedaillen mit stilisierten Olympischen Ringen | Braundes Symbol für Bronzemedaillen mit stilisierten Olympischen Ringen |
| ------------------------------------------------------------------- | --------------------------------------------------------------------- | ----------------------------------------------------------------------- |
| —                                                                   | —                                                                     | 1                                                                       |

Der Leichtathletik-Verband der Bahamas stellte bei den Leichtathletik-Weltmeisterschaften 2011 im koreanischen Daegu 17 Teilnehmer.

## Ergebnisse

### Männer

#### Laufdisziplinen
| Athlet                                                   | Disziplin | Vorlauf     | Vorlauf | Halbfinale    | Halbfinale    | Finale        | Finale        |
| Athlet                                                   | Disziplin | Zeit        | Platz   | Zeit          | Platz         | Zeit          | Platz         |
| -------------------------------------------------------- | --------- | ----------- | ------- | ------------- | ------------- | ------------- | ------------- |
| Adrian Griffith                                          | 100 m     | DSQ         | DSQ     | ausgeschieden | ausgeschieden | ausgeschieden | ausgeschieden |
| Michael Mathieu                                          | 200 m     | 20,46 s     | 4       | DNF           | DNF           | ausgeschieden | ausgeschieden |
| Chris Brown                                              | 400 m     | 45,29 s     | 11      | 45,54 s       | 11            | ausgeschieden | ausgeschieden |
| Ramon Miller                                             | 400 m     | 45,31 s     | 13      | 45,88 s SB    | 16            | ausgeschieden | ausgeschieden |
| Demetrius Pinder                                         | 400 m     | 45,53 s     | 20      | 45,87 s       | 15            | ausgeschieden | ausgeschieden |
| Ramon Miller Avard Moncur Andrae Williams LaToy Williams | 4 × 400 m | 3:01,54 min | 9       |               |               | ausgeschieden | ausgeschieden |

#### Sprung/Wurf
| Athlet        | Disziplin  | Qualifikation | Qualifikation | Finale        | Finale        |
| Athlet        | Disziplin  | Weite/Höhe    | Platz         | Weite/Höhe    | Platz         |
| ------------- | ---------- | ------------- | ------------- | ------------- | ------------- |
| Trevor Barry  | Hochsprung | 2,28 m        | 11            | 2,32 m PB     | Bronze        |
| Donald Thomas | Hochsprung | 2,31 m        | 7             | 2,20 m        | 11            |
| Raymond Higgs | Weitsprung | 7,72 m        | 25            | ausgeschieden | ausgeschieden |
| Leevan Sands  | Dreisprung | 17,13 m SB    | 6             | 17,21 m       | 7             |

### Frauen

#### Laufdisziplinen
| Athletin                                                                   | Disziplin | Vorlauf | Vorlauf | Halbfinale | Halbfinale | Finale        | Finale        |
| Athletin                                                                   | Disziplin | Zeit    | Platz   | Zeit       | Platz      | Zeit          | Platz         |
| -------------------------------------------------------------------------- | --------- | ------- | ------- | ---------- | ---------- | ------------- | ------------- |
| Sheniqua Ferguson                                                          | 100 m     | 11,35 s | 23      | 11,59 s    | 22         | ausgeschieden | ausgeschieden |
| Debbie Ferguson-McKenzie                                                   | 200 m     | 22,86 s | 10      | 22,85 s    | 7          | 22,96 s       | 6             |
| Nivea Smith                                                                | 200 m     | 23,09 s | 17      | 23,06 s    | 15         | ausgeschieden | ausgeschieden |
| Anthonique Strachan                                                        | 200 m     | 23,20 s | 21      | 23,85 s    | 23         | ausgeschieden | ausgeschieden |
| Sheniqua Ferguson Nivea Smith Anthonique Strachan Debbie Ferguson-McKenzie | 4 × 100 m | 50,62 s | 17      |            |            | ausgeschieden | ausgeschieden |

#### Sprung/Wurf
| Athletin      | Disziplin  | Qualifikation | Qualifikation | Finale        | Finale        |
| Athletin      | Disziplin  | Weite/Höhe    | Platz         | Weite/Höhe    | Platz         |
| ------------- | ---------- | ------------- | ------------- | ------------- | ------------- |
| Bianca Stuart | Weitsprung | 6,44 m        | 17            | ausgeschieden | ausgeschieden |